# Kanonicy Regularni od Pokuty
Cyriakowie, Zakon Kanoników Regularnych od Pokuty pod wezwaniem Świętych Męczenników, zwani na Litwie białymi augustianami, zaś w Krakowie markami – zakon rzymskokatolicki powstały w pierwszej połowie XIII wieku, na podstawie reguły św. Augustyna. Miejscem jego powstania był kościół Santa Maria de Metro w Rzymie. W roku 1256 zakon został zatwierdzony przez papieża Aleksandra IV.

## Historia
Były to czasy wypraw krzyżowych. Zakon opiekował się rycerzami biorącymi udział w tych wyprawach, grzebał zmarłych i sprawował inne pomocnicze funkcje. Gdy czas wypraw krzyżowych się skończył, zakon zajął się działalnością duszpasterską, a szczególnie kaznodziejstwem i spowiadaniem wiernych, prowadził też działalność edukacyjną.
Strojem zakonnym był biały habit ze szkaplerzem. Nakładano na niego pelerynkę (mucet). Na szkaplerzu i na pelerynce zakonnicy nosili wyszyte czerwone serce z wbitym do niego krzyżem.
Do Polski zostali sprowadzeni z Pragi w roku 1257 przez księcia Bolesława Wstydliwego, z inicjatywy jego żony św. Kingi. Zostali osadzeni w kościele konwentualnym pod wezwaniem św. Marka, dlatego też nazywano ich w skrócie „markami”. Kościół ten ufundowała św. Kinga. Mieli swoje filie również w innych miejscach Polski, m. in w Trzcianie w województwie małopolskim, Pilicy i miasteczku Bogoria w dawnym woj. sandomierskim. Zakon miał swoje siedziby jeszcze na Litwie, m.in. w opactwie Widzieniszki k. Wilna.
Na początku XIX wieku zakon został skasowany. Najdłużej utrzymał się w Polsce, ostatnia jego prowincja została tu zlikwidowana w roku 1832.
Kanoników Regularnych od Pokuty cieszących się świątobliwością życia było kilku: bł. Michał Giedroyć, świątobliwy ks. Jakub Sojecki z Przyrowa oraz trzech anonimowych męczenników z kościoła św. Marka w Krakowie.

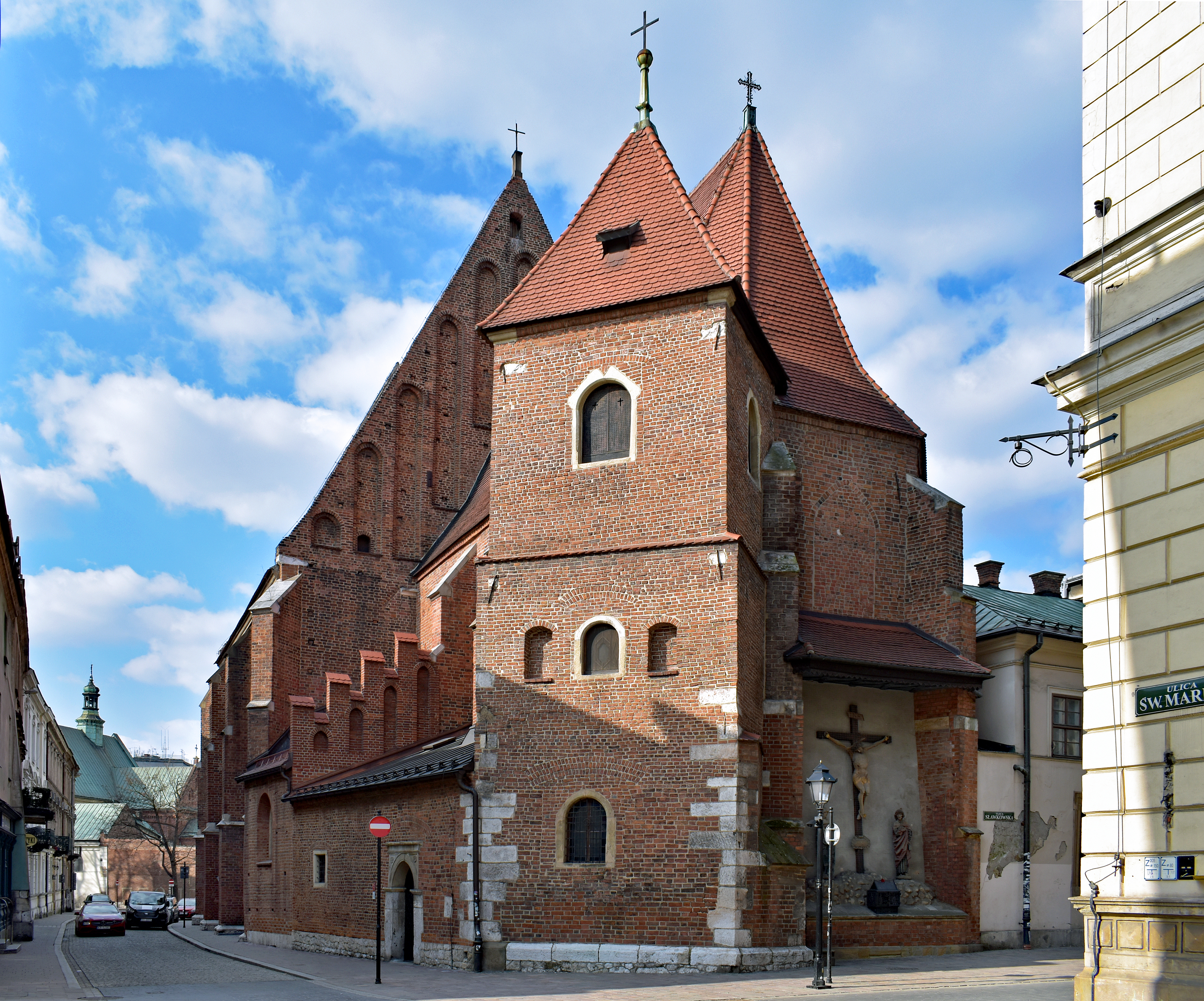
Kościół św. Marka, Kraków ul. św. Marka 10.
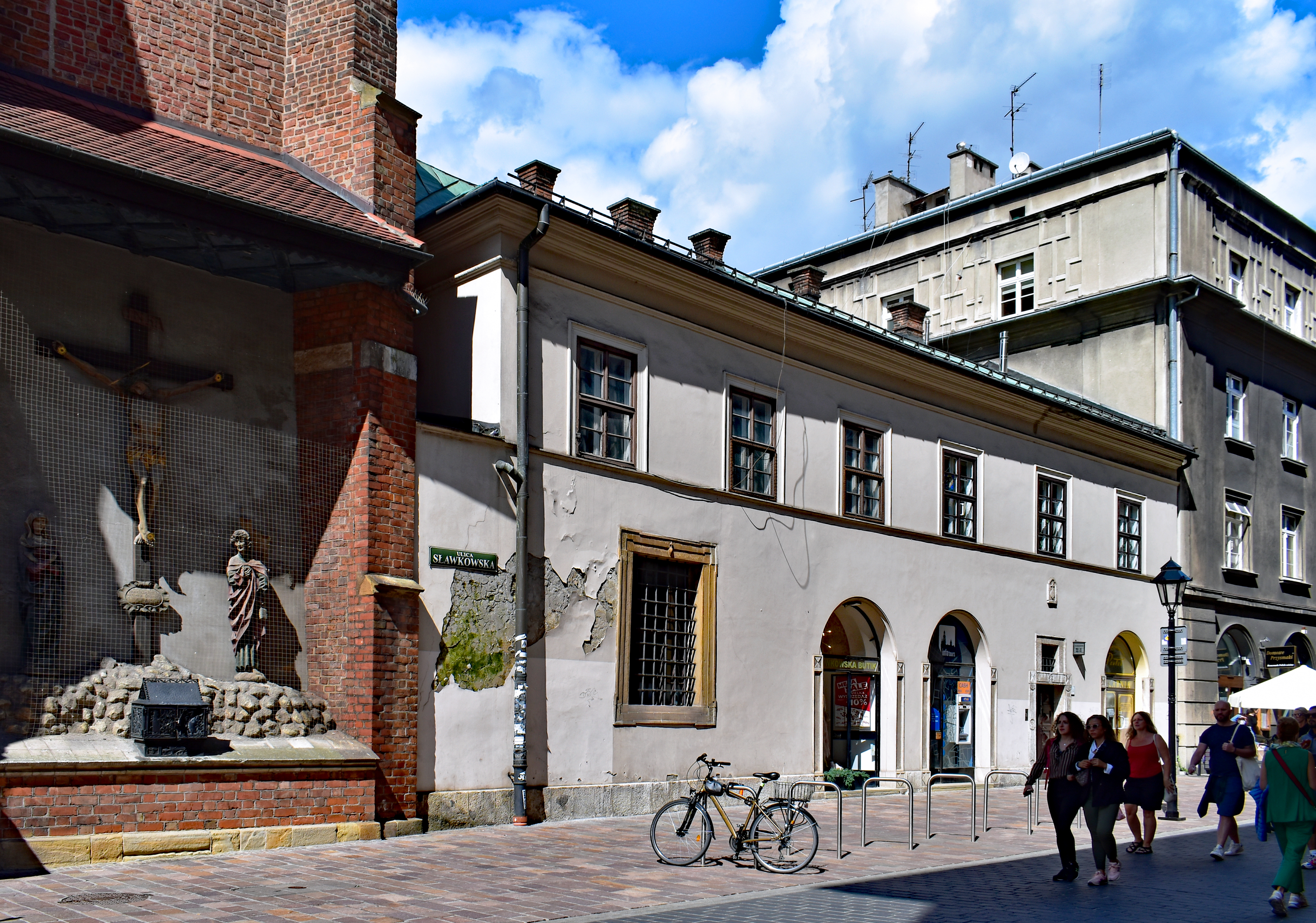
Dawny klasztor marków Kraków ul. Sławkowska 24.